# The Sylph
Le Sylphe
Le Sylphe (The Sylph: a novel) est un roman épistolaire en deux volumes publié en 1779 par T. Lowndes, et attribué à Georgiana Spencer Cavendish, duchesse de Devonshire. Publié anonymement le 1er décembre 1778, bien que daté de 1779, le roman rappelle l’Evelina publié chez le même éditeur par Fanny Burney au début de la même année. 
Le roman a été traduit en allemand dès 1779, réédité en anglais en 1783, et traduit en français en 1784.

## Résumé
The Sylph raconte, sous la forme épistolaire, l'histoire de Julia Grenville, qui épouse Lord Stanley (Sir William), un homme plus âgé qu'elle. Au travers de ses lettres à sa sœur Louisa, Julia raconte ses désillusions successives de jeune et vertueuse lady qui, élevée à la campagne et ignorante du monde qui l'attend, est confrontée à la perversité sordide de la haute société de la ville. Elle découvre finalement que son mari, couvert de dettes de jeu pour la somme considérable de près de 15 000 livres, a vendu les bijoux appartenant à sa femme pour les payer. En dernier ressort, à court d'argent, Sir William finit par vendre ses droits conjugaux sur son épouse à un « ami », Lord Biddulph, qui convoite Julia depuis longtemps et a même essayé de la violer. 
Le choc qu'elle ressent en apprenant la vie dissolue de son époux pousse Julia à s'adonner alors elle-même au jeu, glissant rapidement elle aussi vers la même vie dépravée que son mari. Mais alors qu'elle s'apprête à céder à son tour à la tentation de l'infidélité conjugale, elle reçoit des lettres anonymes signées du « Sylphe », qui se présente comme l'un de ces anges gardiens mis en scène dans le célèbre poème épique d'Alexander Pope, La Boucle de cheveux enlevée (The Rape of the Lock).

## Attribution de l'œuvre
Publié anonymement, le roman n'a jamais été reconnu publiquement par Georgiana Cavendish comme ayant été écrit par elle. 

L'œuvre est en général attribuée à la duchesse de Devonshire, comme le fait Amanda Foreman qui y voit un « roman autobiographique à peine déguisé », tentative de la duchesse pour réformer sa propre vie dissipée. L'un des arguments avancés par Amanda Foreman en faveur de cette attribution est la lettre écrite par la duchesse à sa mère, Lady Spencer, en octobre 1774, où elle note : 

« Je serais très heureuse si je pouvait emprunter quelque Sylphe amical (si tant est qu'il y en ait d'assez bienveillants pour survoler Hardwick) et une paire d'ailes pour pouvoir vous rendre visite de temps à autre.
I should be very happy if I could borrow some friendly Sylph (if any are so kind as to hover over Hardwick) and a pair of wings that I may pay you now and then a visit. »

Cependant, outre qu'il est étonnant que Georgiana Cavendish n'ait jamais fait part de ses ambitions littéraires à sa mère, dont elle était très proche, il est surprenant qu'elle ait pu trouver le temps d'écrire en cachette un tel roman, compte tenu de l'emploi du temps correspondant à son rang, après son mariage avec le duc de Devonshire en juin 1774. 
L'attribution de l'œuvre reste dans une certaine mesure une question ouverte, si l'on suit l'ouvrage publié en 2000, English Novel 1770–1829: A Bibliographical Survey of Prose Fiction Published in the British Isles, qui note l'existence d'un reçu pour 12 guinées payées par Lowndes le 29 octobre 1778 à une personne dénommée S. Briscoe. Le mot Sylph est en effet écrit sur le coin inférieur gauche du reçu. La mention de « S. Briscoe » peut faire penser à Sophia Briscoe, auteur par ailleurs de Miss Melmoth et de The Fine Lady (1772).
Les véritables raisons de l'attribution à la duchesse de Devonshire tiennent au fait que, si elle n'a jamais reconnu publiquement avoir écrit le livre (son rang le lui interdisait), il est admis qu'elle l'a reconnu en privé. Il est très possible que Sophia Briscoe ait effectivement servi d'intermédiaire entre la duchesse et son éditeur ; cependant, le peu de proximité entre le style de The Sylph et celui des ouvrages de Sophia Briscoe ne pousse guère à lui attribuer le roman. D'autre part, la référence à la famille Spencer dans The Sylph, ou à Emma, la première œuvre de Lady Georgiana, ainsi que certaines autres allusions (par exemple à la toute dernière mode de l'époque), permettent de confirmer l'attribution du roman à Georgiana Cavendish.